# Pampusch
Pampusch (av persiska: پاپوش papush, fotbeklädnad) är en fodrad yttersko med skaft som går över vristen, helt eller delvis av gummi, liknande bottiner. Pampuscher används över inneskor för att undvika att dessa blir blöta eller nedsmutsade. Dampampuscher var ofta förr pälsfodrade och hade ett pälsbräm. 
En tidigare, mer ursprunglig betydelse, är en turkisk damtoffel eller lätt damyttersko för sommarbruk (babusch).

## Bildgalleri

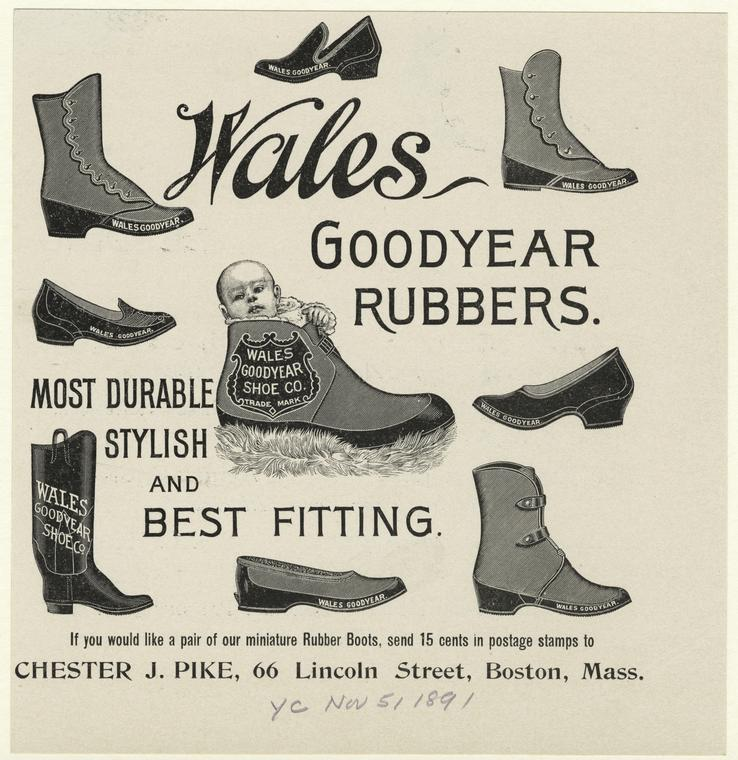
Olika typer av gummiklädda ytterskor, 1891.
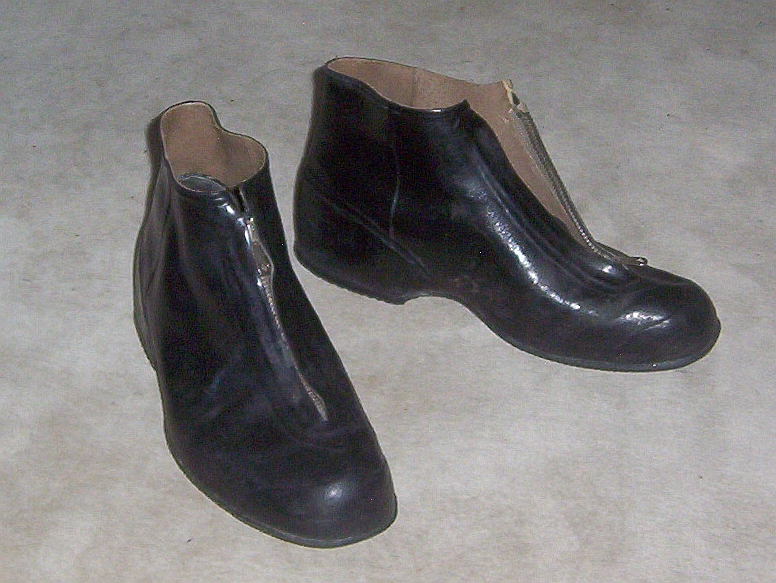
Herrpampusher från mitten av 1900-talet (bottiner).